# Adolf Slattenschek
Adolf Slattenschek (* 18. Juli 1901 in Graz; † 20. September 1979 in Klosterneuburg) war ein österreichischer Techniker und Hochschullehrer für Maschinenbau an der TH Wien. Hier führte er auch die Versuchs- und Forschungsanstalt TVFA in eine neue Struktur.
Slattenschek studierte Maschinenbau an der TH Graz und war dann an der Grazer Technischen Versuchsanstalt tätig. Ab 1935 konstruierte er in Stuttgart Rennautos und Flugzeugmotoren, 1942 setzte er einige wissenschaftliche Arbeiten in Graz fort. Nach dem Krieg gründete er 1945 in Liezen (Steiermark) eine große Maschinenbaufirma, deren Erfolg ihm 1952 die Berufung an die Technische Hochschule Wien einbrachte. Für die Studienjahre 1960/61 wurde er zum Rektor gewählt.
Als Professor für Mechanische Technologie und Baustofflehre modernisierte er die Grundlagen dieser Lehrfächer sowie die Aufgaben und den Maschinenpark der TVFA dieser Hochschule, deren Vorstand er bald wurde. Besondere Verdienste erwarb er sich um die Materialprüfung von Stahl und um die Prüftechniken für Kraftwerke.

## Auszeichnungen
- 1965 Wilhelm-Exner-Medaille